# Schlepzig

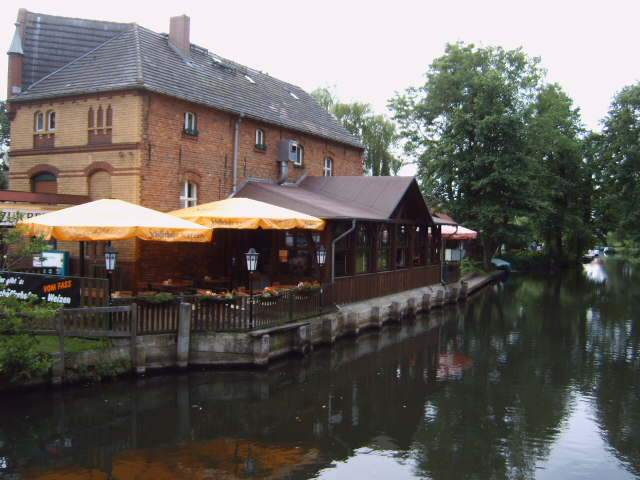
Spree in Schlepzig

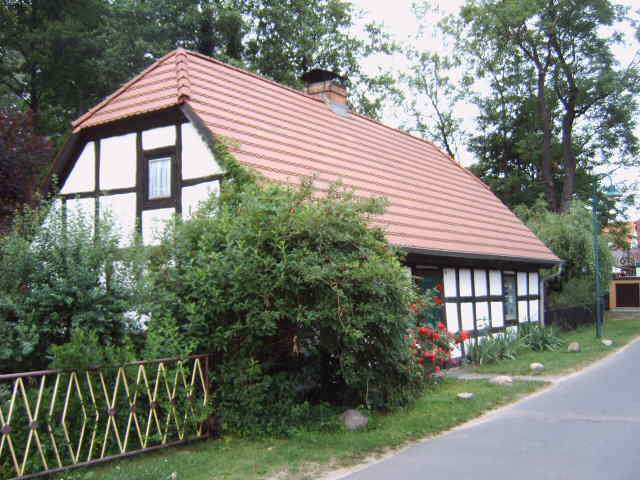
Historisches Gebäude

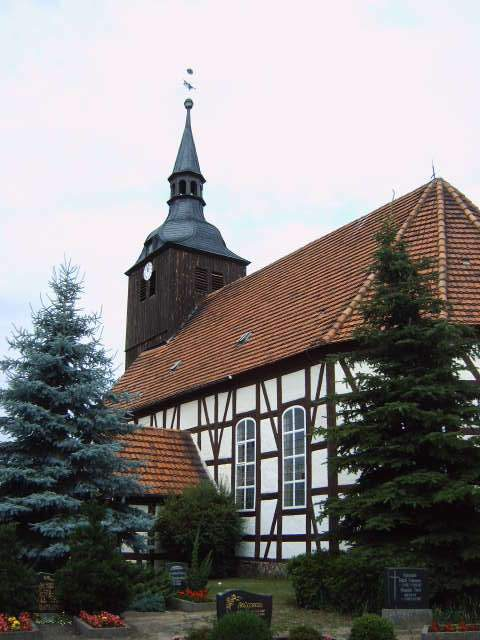
Dorfkirche Schlepzig

Schlepzig, niedersorbisch Slopišća, (älter auch Slopice) ist eine Gemeinde im Landkreis Dahme-Spreewald in Brandenburg. Sie gehört zum Amt Unterspreewald und zum amtlichen Siedlungsgebiet der Sorben/Wenden.

## Geografie
Der Ort im Unterspreewald liegt nördlich der Stadt Lübben (Spreewald) direkt an der Spree. Die Gemeinde grenzt im Norden an die Gemeinde Unterspreewald, im Osten an die Gemeinde Märkische Heide, im Süden an die Kreisstadt Lübben (Spreewald) und im Westen an die Gemeinde Krausnick-Groß Wasserburg. Im Nordosten befindet sich ein Waldgebiet, das forstwirtschaftlich genutzt wird. Die nördlich und südöstlich gelegenen Flächen werden landwirtschaftlich genutzt, während die westlichen Flächen im Inneren Unterspreewald und damit teilweise in einem Naturschutzgebiet liegt.
Im Süden befinden sich zahlreiche künstlich angelegte Gewässer, die zur Fischzucht genutzt werden: Der Inselteich, der südlich gelegene Sommerteich sowie südlich hiervon der Spreeteich. Östlich dieses Gewässers grenzen der Moorteich, der Gänseteich und der Schnepfenteich an. Westlich des Sommerteichs befindet sich das Naturschutzgebiet Börnichen, südlich des Gänseteichs das Naturschutzgebiet Biebersdorfer Wiesen. Durch die westlich des Gemeindezentrums liegende Kernzone des Naturschutzgebietes Innerer Unterspreewald fließen neben der Spree noch der Puhlstrom sowie das Zerniasfließ als Hauptwasserrouten.

## Gemeindegliederung
Zur Gemeinde gehören die Wohnplätze Buschmühle (Błotny Młyn), Forsthaus Buchenhain (Gólnikaŕnja Grabowina), Forsthaus Schlepzig (Slopišćańska Gólnikaŕnja) und Petkamsberg (Pětkamojc Góra).

## Geschichte
Der Ort wurde 1004 in einer Schenkungsurkunde von Heinrich II. an das Kloster Nienburg erstmals urkundlich als Zloupisti erwähnt. Im 12./13. Jahrhundert kam das Dorf zur Burggrafschaft Lübben. Von 1374 bis 1492 gab es im Schlepzig ein Hammerwerk. In dieser Zeit änderte sich die Schreibweise zu Slepck im Jahr 1408. Weitere Schreibweisen waren Slepsk (1447), Schlepczig (1502) und Schlepzk (1534). Das Dorf bestand im Jahr 1431 aus einem Richter, einem Lehnsmann sowie 15 weiteren Personen und entwickelte sich zu einem breiten Gassendorf. Dort lebte 1521 ein „Honigkhelder“. Eine Statistik aus dem Jahr 1670 führte einen Richter, einen Lehnmann, acht Bauern, drei Halbhufner sowie 15 Kossäten und 18 Büdner auf. Im Jahr 1708 waren es zehn Bauern, drei Halbbauern, 16 Kossäten und 29 Büdner. In Summe lebten im Dorf 130 Personen im Alter zwischen 12 und 60 Jahren. Eine weitere Statistik aus dem Jahr 1716 führte den Richter, den Lehnmann, acht Bauern, drei Hallbauern, 15 Kossäten und 23 Büdner auf; 1723 waren es zwei Lehnbauern, acht Ganzbauern, drei Halbbauern, 15 Kossäten und 34 Büdner. 1769 kam es zu einem Großbrand, nachdem einer Bäuerin auf dem Weg vom Backhaus zum Wohnhaus etwas Glut heruntergefallen war und dort gelagerten Flachs entzündete. Weite Teile des Dorfes und die Kirche wurden ein Raub der Flammen. Im Jahr 1791 lebten im Dorf zwei Lehnbauern, acht Bauern, drei Halbbauern, 15 Kossäten, 36 Büdner und sechs Häusler oder neue Anbauern. Für das Jahr 1810 waren 13 Ganzbauern, 14 Ganzkossäten, sieben Halbkossäten sowie 53 Häusler oder Büdner verzeichnet. Die Gemarkung war im Jahr 1869 insgesamt 5418 Morgen groß; 1900 waren es 1611 Hektar. Schlepzig gehörte seit 1816 zum Kreis Lübben (Spreewald) in der Provinz Brandenburg und ab 1952 zum Kreis Lübben im DDR-Bezirk Cottbus. Seit 1993 liegt die Gemeinde im brandenburgischen Landkreis Dahme-Spreewald.

## Bevölkerungsentwicklung
| Jahr | Einwohner |
| ---- | --------- |
| 1875 | 921       |
| 1890 | 968       |
| 1910 | 993       |
| 1925 | 874       |
| 1933 | 831       |
| 1939 | 814       |

| Jahr | Einwohner |
| ---- | --------- |
| 1946 | 1 239     |
| 1950 | 1 191     |
| 1964 | 0 828     |
| 1971 | 0 759     |
| 1981 | 0 670     |
| 1985 | 0 631     |

| Jahr | Einwohner |
| ---- | --------- |
| 1990 | 639       |
| 1995 | 633       |
| 2000 | 665       |
| 2005 | 654       |
| 2010 | 618       |
| 2015 | 619       |

| Jahr | Einwohner |
| ---- | --------- |
| 2020 | 589       |
| 2021 | 601       |
| 2022 | 614       |
| 2023 | 602       |
| 2024 | 615       |

Gebietsstand des jeweiligen Jahres, Einwohnerzahl: Stand 31. Dezember (ab 1991), ab 2011 auf Basis des Zensus 2011, ab 2022 auf Basis des Zensus 2022 

## Politik

### Gemeindevertretung
Die Gemeindevertretung von Schlepzig besteht aus acht Gemeindevertretern und dem ehrenamtlichen Bürgermeister. Die Kommunalwahl am 9. Juni 2024 führte bei einer Wahlbeteiligung von 72,7 % zu folgendem Ergebnis:
| Wählergruppe           | Stimmenanteil | Sitze |
| ---------------------- | ------------- | ----- |
| Freiwillige Feuerwehr  | 55,4 %        | 4     |
| SG Grün-Weiß Schlepzig | 37,6 %        | 3     |
| Bündnis 90/Die Grünen  | 07,0 %        | –     |

Die Wählergruppe Freiwillige Feuerwehr hatte nur drei Kandidaten zur Wahl aufgestellt, daher bleiben zwei Plätze in der Gemeindevertretung unbesetzt.

### Bürgermeister
- 2003–2008: Heike Noah[7]
- seit 2008: Werner Hämmerling (Wählergruppe Freiwillige Feuerwehr)

Hämmerling wurde bei der Bürgermeisterwahl am 9. Juni 2024 mit 61,9 % der gültigen Stimmen für eine weitere Amtszeit von fünf Jahren gewählt.

### Wappen
Das Wappen wurde am 12. August 1999 vom Ministerium des Innern des Landes Brandenburg genehmigt.
Blasonierung: „Unter goldenem Schuppenschildhaupt, belegt vorne mit einem schrägrechtsgeneigten grünen Eichenblatt und hinten mit einem schräglinksgeneigten grünen Buchenblatt, deren Stiele sich in der Mitte überkreuzen, in Blau über einem eingebogenen silbernen Schildfuß, überzogen von einem rautenförmig geknüpften schwarzen Netz, ein silberner Zander mit geöffnetem Maul.“
Das Wappen wurde vom Heraldiker Frank Diemar gestaltet.

### Flagge
Die Flagge ist dreistreifig im Verhältnis 1:2:1 und den Farben Grün–Weiß–Grün mit dem Gemeindewappen im Mittelstreifen.

## Sehenswürdigkeiten und Kultur
In der Liste der Baudenkmale in Schlepzig sind alle Baudenkmale der Gemeinde Schlepzig verzeichnet.

### Bauwerke
- Dorfkirche Schlepzig
- Brauerei, Brennerei
- Weidendom Schlepzig

### Museen
- Bauernmuseum Schlepzig (früher: Agrarhistorisches Museum)
- Feuerwehrmuseum
- Historische Mühle

### Regelmäßige Veranstaltungen
Maskenball, Fastnacht, Kahnkorso, Maitreiben, Schoberfest, Klassik und Schlemmen, Fischerfest („Abfischen“) am Inselteich.

## Verkehr
Schlepzig liegt an der Landesstraße L 42 zwischen Neu Lübbenau und Lübben. Auch die L 421 nach Krausnick-Groß Wasserburg führt durch das Gemeindegebiet.
Der Haltepunkt Börnichen-Schlepzig lag an der Bahnstrecke Falkenberg/Elster–Beeskow.  Der Personenverkehr wurde 2008 eingestellt.

## Persönlichkeiten
- Gottfried Asselmann (1851–1917), 1889 bis 1910 Pfarrer in Schlepzig, Heimatforscher
- Gustav Moritz (1842–1898), Arzt und Heimatdichter, in Schlepzig geboren[11]
- Waldeck Manasse (1864–1923), Schriftsteller, Mitglied des Preußischen Landtags, in Schlepzig geboren
- Heinz Handschick (1931–2022), Grafiker und Illustrator, in Schlepzig geboren[12]